# Глазово (Волоколамский район)
Глазово — деревня в Волоколамском районе Московской области России. Входит в состав сельского поселения Осташёвское. Население — 6 чел. (2010).

## География
Деревня Глазово расположена на западе Московской области, в южной части Волоколамского района, у границы с Рузским районом, примерно в 20 км к югу от города Волоколамска, рядом с автодорогой Р108 Суворово — Руза, на берегу Рузского водохранилища, на небольшом полуострове.
На территории зарегистрировано 3 садовых товарищества. Ближайшие населённые пункты — деревни Токарёво и Апухтино.

## Население
| 1859 | 1926 | 2002 | 2006 | 2010 |
| ---- | ---- | ---- | ---- | ---- |
| 72   | ↗112 | ↘7   | ↘3   | ↗6   |

## История
В «Списке населённых мест» 1862 года Глазово — владельческое сельцо 1-го стана Рузского уезда Московской губернии по левую сторону дороги из Рузы в Волоколамск, в 22 верстах от уездного города, при реке Рузе, с 17 дворами и 72 жителями (35 мужчин, 37 женщин).
По данным 1890 года входило в состав Ащеринской волости Рузского уезда, число душ мужского пола составляло 49 человек.
В 1913 году — 12 дворов.
1922—1929 гг. — деревня Ащеринской волости Можайского уезда.
По материалам Всесоюзной переписи 1926 года — деревня Токарёвского сельсовета Ащеринской волости Можайского уезда, проживало 112 жителей (64 мужчины, 48 женщин), насчитывалось 21 крестьянское хозяйство, располагался комитет взаимопомощи.
С 1929 года — населённый пункт в составе Рузского района Московского округа Московской области. Постановлением ЦИК и СНК от 23 июля 1930 года округа как административно-территориальные единицы были ликвидированы.
1929—1930 гг. — деревня Токарёвского сельсовета Рузского района.
1930—1939 гг. — деревня Токарёвского сельсовета Волоколамского района.
1939—1957 гг. — деревня Токарёвского сельсовета Осташёвского района.
1957—1963 гг. — деревня Токарёвского сельсовета Волоколамского района.
1963—1965 гг. — деревня Токарёвского сельсовета Волоколамского укрупнённого сельского района.
1965—1972 гг. — деревня Токарёвского сельсовета Волоколамского района.
1972—1994 гг. — деревня Осташёвского сельсовета Волоколамского района.
В 1994 году Московской областной думой было утверждено положение о местном самоуправлении в Московской области, сельские советы как административно-территориальные единицы были преобразованы в сельские округа.
1994—2006 гг. — деревня Осташёвского сельского округа Волоколамского района.
С 2006 года — деревня сельского поселения Осташёвское Волоколамского муниципального района Московской области.